# Combat!
Combat! è una serie televisiva statunitense prodotta dalla rete American Broadcasting Company dal 2 ottobre 1962 al 14 marzo 1967.
La serie, la più lunga ambientata nel corso della seconda guerra mondiale, consta di 5 stagioni per un totale di 152 episodi tutti in bianco e nero con la sola eccezione dell'ultima stagione a colori.
I protagonisti sono i componenti della compagnia K di un battaglione dell'Esercito degli Stati Uniti d'America sul fronte europeo della guerra.

## Episodi
| Stagione         | Episodi | Prima TV USA |
| ---------------- | ------- | ------------ |
| Prima stagione   | 32      | 1962-1963    |
| Seconda stagione | 32      | 1963-1964    |
| Terza stagione   | 32      | 1964-1965    |
| Quarta stagione  | 31      | 1965-1966    |
| Quinta stagione  | 25      | 1966-1967    |